# Сборная Германии по футболу (до 20 лет)
Сборная Германии по футболу до 20 лет (нем. Deutsche U-20-Fußballnationalmannschaft) — национальная команда, представляющая Германию на чемпионатах мира по футболу среди игроков не старше 20 лет. Контролируется Немецким футбольным союзом. Главный тренер — Ханнес Вольф.

## Структура
Сборная Германии до 20 лет создана для участия в финальной стадии молодежного чемпионата мира по футболу, который проводится раз в два года. По сути она является командой до 19 лет прошлогоднего созыва, так как её присутствие на этом турнире зависит от результатов выступления сборной Германии на чемпионате Европы до 19 лет, который проходит годом ранее. 5 лучших команд с данного турнира автоматически квалифицируются на чемпионат мира до 20 лет.
Кроме участия в чемпионатах мира, сборная используется в качестве экспериментальной команды для игроков команды до 21 года, а также для тех, кто не попал в официальные заявки на другие молодежные турниры.

## Выступления на международных турнирах

### Чемпионат мира (до 20 лет)
| Год                   | Раунд                           | М                               | В                               | Н*                              | П                               | МЗ                              | МП                              |
| Как Западная Германия | Как Западная Германия           | Как Западная Германия           | Как Западная Германия           | Как Западная Германия           | Как Западная Германия           | Как Западная Германия           | Как Западная Германия           |
| --------------------- | ------------------------------- | ------------------------------- | ------------------------------- | ------------------------------- | ------------------------------- | ------------------------------- | ------------------------------- |
| 1977                  | Не квалифицировалась            | Не квалифицировалась            | Не квалифицировалась            | Не квалифицировалась            | Не квалифицировалась            | Не квалифицировалась            | Не квалифицировалась            |
| 1979                  | Не квалифицировалась            | Не квалифицировалась            | Не квалифицировалась            | Не квалифицировалась            | Не квалифицировалась            | Не квалифицировалась            | Не квалифицировалась            |
| 1981                  | Чемпионы                        | 6                               | 5                               | 0                               | 1                               | 12                              | 4                               |
| 1983                  | Не квалифицировалась            | Не квалифицировалась            | Не квалифицировалась            | Не квалифицировалась            | Не квалифицировалась            | Не квалифицировалась            | Не квалифицировалась            |
| 1985                  | Не квалифицировалась            | Не квалифицировалась            | Не квалифицировалась            | Не квалифицировалась            | Не квалифицировалась            | Не квалифицировалась            | Не квалифицировалась            |
| 1987                  | Финалисты                       | 6                               | 4                               | 2                               | 0                               | 14                              | 3                               |
| 1989                  | Не квалифицировалась            | Не квалифицировалась            | Не квалифицировалась            | Не квалифицировалась            | Не квалифицировалась            | Не квалифицировалась            | Не квалифицировалась            |
| 1991                  | Не квалифицировалась            | Не квалифицировалась            | Не квалифицировалась            | Не квалифицировалась            | Не квалифицировалась            | Не квалифицировалась            | Не квалифицировалась            |
| Как Германия          |                                 |                                 |                                 |                                 |                                 |                                 |                                 |
| 1993                  | Групповой этап                  | 3                               | 1                               | 1                               | 1                               | 4                               | 4                               |
| 1995                  | Групповой этап                  | 3                               | 0                               | 2                               | 1                               | 3                               | 4                               |
| 1997                  | Не квалифицировалась            | Не квалифицировалась            | Не квалифицировалась            | Не квалифицировалась            | Не квалифицировалась            | Не квалифицировалась            | Не квалифицировалась            |
| 1999                  | Групповой этап                  | 3                               | 1                               | 0                               | 2                               | 5                               | 4                               |
| 2001                  | 1/4 финала                      | 4                               | 2                               | 0                               | 2                               | 9                               | 6                               |
| 2003                  | Групповой этап                  | 3                               | 1                               | 0                               | 2                               | 3                               | 5                               |
| 2005                  | 1/4 финала                      | 5                               | 2                               | 1                               | 2                               | 6                               | 5                               |
| 2007                  | Не квалифицировалась            | Не квалифицировалась            | Не квалифицировалась            | Не квалифицировалась            | Не квалифицировалась            | Не квалифицировалась            | Не квалифицировалась            |
| 2009                  | 1/4 финала                      | 5                               | 3                               | 1                               | 1                               | 11                              | 5                               |
| 2011                  | Не квалифицировалась            | Не квалифицировалась            | Не квалифицировалась            | Не квалифицировалась            | Не квалифицировалась            | Не квалифицировалась            | Не квалифицировалась            |
| 2013                  | Не квалифицировалась            | Не квалифицировалась            | Не квалифицировалась            | Не квалифицировалась            | Не квалифицировалась            | Не квалифицировалась            | Не квалифицировалась            |
| 2015                  | 1/4 финала                      | 5                               | 4                               | 1                               | 0                               | 18                              | 3                               |
| 2017                  | 1/8 финала                      | 4                               | 1                               | 1                               | 2                               | 6                               | 8                               |
| 2019                  | Не квалифицировалась            | Не квалифицировалась            | Не квалифицировалась            | Не квалифицировалась            | Не квалифицировалась            | Не квалифицировалась            | Не квалифицировалась            |
| 2021                  | Отменён из-за пандемии COVID-19 | Отменён из-за пандемии COVID-19 | Отменён из-за пандемии COVID-19 | Отменён из-за пандемии COVID-19 | Отменён из-за пандемии COVID-19 | Отменён из-за пандемии COVID-19 | Отменён из-за пандемии COVID-19 |
| 2023                  | Не квалифицировалась            | Не квалифицировалась            | Не квалифицировалась            | Не квалифицировалась            | Не квалифицировалась            | Не квалифицировалась            | Не квалифицировалась            |
| Итого                 | 22/34                           | 47                              | 24                              | 9                               | 14                              | 91                              | 51                              |

*В ничьи включены также матчи плей-офф, которые завершились послематчевыми пенальти.

## Состав
Состав сборной на товарищеские матчи против сборной Франции 22 и 25 марта 2024 года.
| Имя              | Родился                   | Клуб             | Матчи (голы) |
| Вратари          | Вратари                   | Вратари          | Вратари      |
| ---------------- | ------------------------- | ---------------- | ------------ |
| Мио Бакхаус      | 16 апреля 2004 (21 год)   | Волендам         | 4 (0)        |
| Тьярк Эрнст      | 15 марта 2003 (22 года)   | Герта Берлин     | 3 (0)        |
| Науэль Нолль     | 17 марта 2003 (22 года)   | Хоффенхайм       | 7 (0)        |
| Защитники        |                           |                  |              |
| Хендри Бланк     | 21 августа 2004 (20 лет)  | РБ Зальцбург     | 3 (0)        |
| Ннамди Коллинз   | 10 января 2004 (21 год)   | Айнтрахт         | 5 (0)        |
| Давид Херольд    | 20 февраля 2003 (22 года) | Карлсруэ         | 2 (0)        |
| Янник Люрс       | 9 сентября 2003 (21 год)  | Ганновер 96      | 2 (0)        |
| Николас Оливейра | 6 февраля 2004 (21 год)   | Гамбург          | 8 (0)        |
| Том Роте         | 29 октября 2004 (20 лет)  | Хольштайн        | 6 (1)        |
| Полузащитники    |                           |                  |              |
| Маттес Хансен    | 15 мая 2004 (21 год)      | Падерборн 07     | 4 (0)        |
| Алёша Кемляйн    | 2 августа 2004 (21 год)   | Санкт-Паули      | 8 (0)        |
| Франс Кретциг    | 14 января 2003 (22 года)  | Аустрия Вена     | 8 (1)        |
| Роберт Вагнер    | 14 июля 2003 (22 года)    | Гройтер Фюрт     | 11 (1)       |
| Пауль Ваннер     | 23 декабря 2005 (19 лет)  | Эльферсберг      | 3 (2)        |
| Нападающие       |                           |                  |              |
| Ильяс Анса       | 8 ноября 2004 (20 лет)    | Падерборн 07     | 4 (0)        |
| Бен Бобцен       | 29 апреля 2004 (21 год)   | Аустрия Лустенау | 13 (2)       |
| Юсуф Кабадайы    | 2 февраля 2004 (21 год)   | Шальке 04        | 7 (0)        |
| Антон Каде       | 17 января 2004 (21 год)   | Базель           | 2 (0)        |
| Рауль Паула      | 25 января 2004 (21 год)   | Штутгарт         | 2 (2)        |
| Кеке Топп        | 25 марта 2004 (21 год)    | Шальке 04        | 3 (3)        |